# Yosemite Valley Lodge

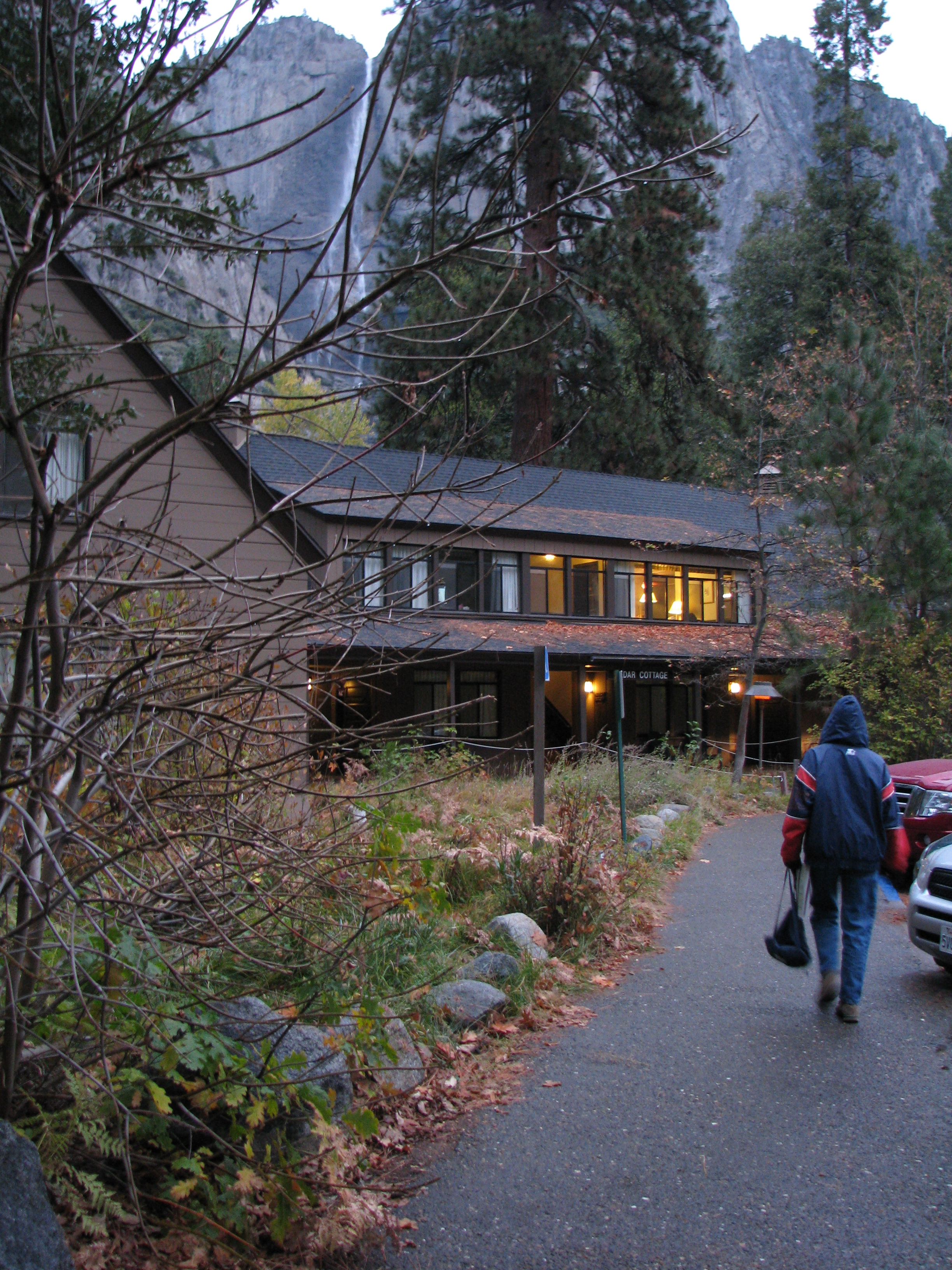
Een van de gebouwen van de Yosemite Valley Lodge, met de Yosemite Falls in de achtergrond.

Yosemite Valley Lodge, voorheen Yosemite Lodge at the Falls en Yosemite Lodge (deze laatste naam wordt nog vaak gebruikt), is een hotel in de Yosemite Valley, het hart van Yosemite National Park in de Amerikaanse staat Californië. Het is een van de twee verblijfsaccommodaties in de vallei die uitsluitend hotelkamers aanbiedt (de andere is Ahwahnee Hotel). Terwijl Ahwahnee grotere luxe biedt, heeft de Yosemite Lodge een chaletachtige sfeer, voor een lagere prijs. Er zijn 249 kamers: 199 deluxe rooms, 15 standard rooms, 27 deluxe bunk rooms en 4 family rooms. De hotelkamers zijn verspreid over vijftien verschillende gebouwen, elk met een verschillende inrichting en indeling, en elk vernoemd naar een bloem- of boomsoort. Het hotel beschikt over de Yosemite Lodge Cafetaria, waar goedkope snacks te koop zijn, en het Mountain Room Restaurant, met een meer verfijnde keuken.